# Breutelia aristifolia
Espèce
Breutelia aristifolia est une espèce de plantes du genre Breutelia et de la famille des Bartramiaceae. Cette espèce n'est présente qu'en Nouvelle-Guinée.